# Micromia evelina
Micromia evelina är en fjärilsart som beskrevs av Louis Beethoven Prout 1958. Micromia evelina ingår i släktet Micromia och familjen mätare. Inga underarter finns listade i Catalogue of Life.